# کلیسای سنت مارتین این ده فیلدز
کلیسای سنت مارتین این ده فیلدز (انگلیسی: St Martin-in-the-Fields)، یک کلیسای انگلیسی در شهر لندن است.
این کلیسا که در سال ۱۷۲۶ ساخته شده در شمال شرقی میدان ترافالگار قرار دارد و توسط جیمز گیبس با معماری نئوکلاسیک طراحی شده‌است.

## نگارخانه

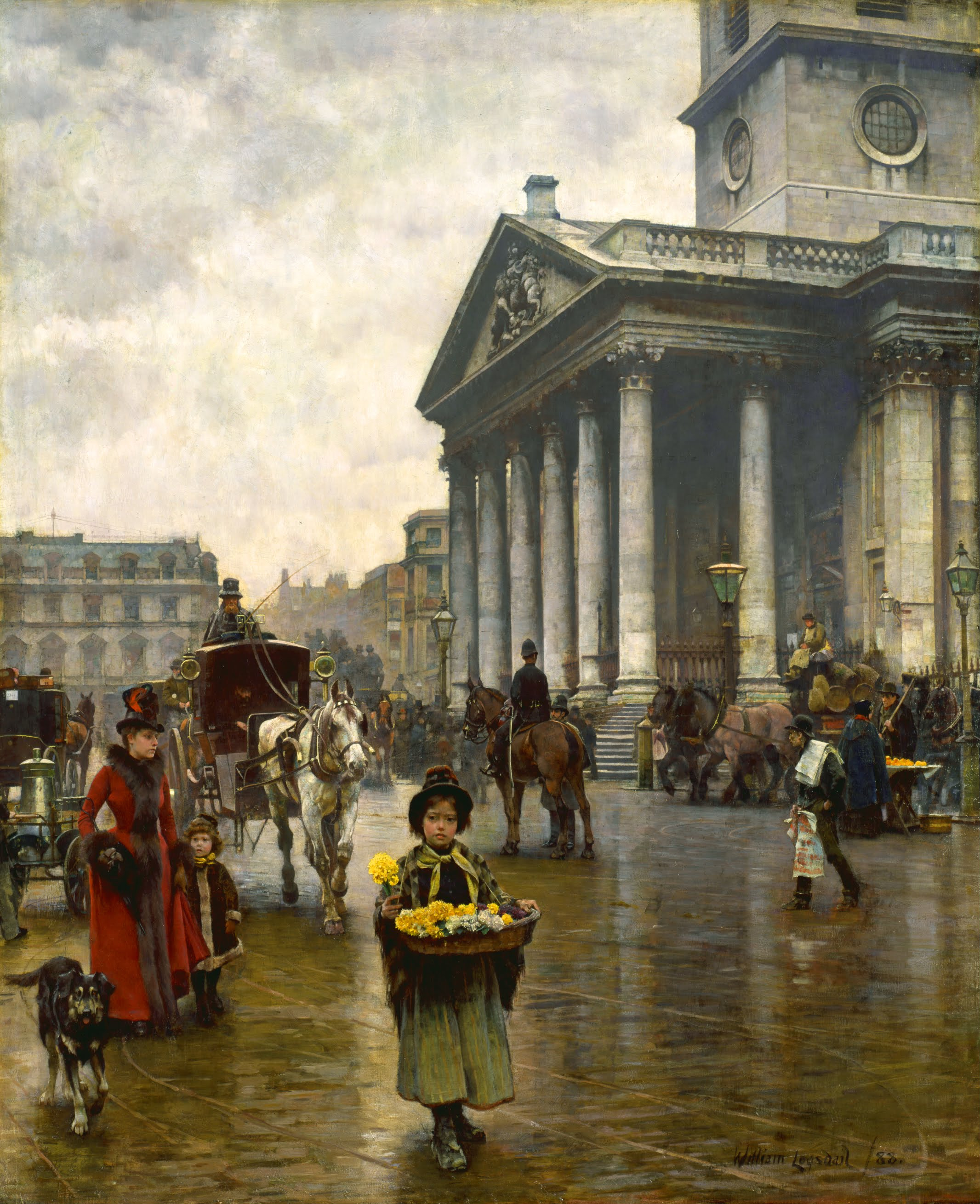
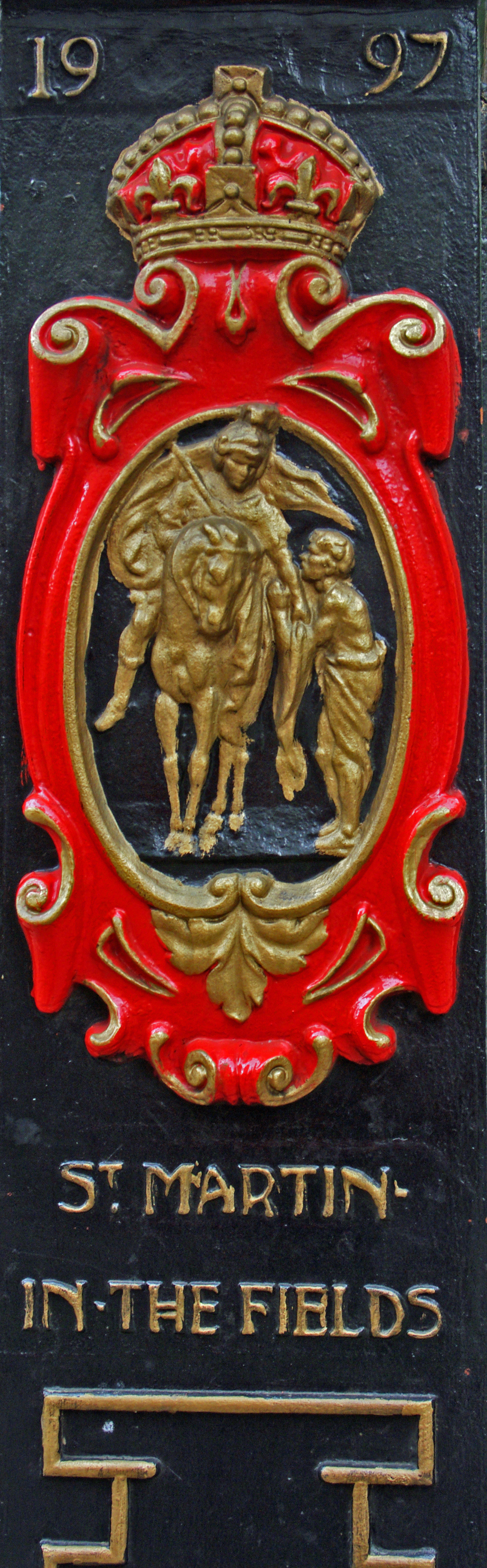
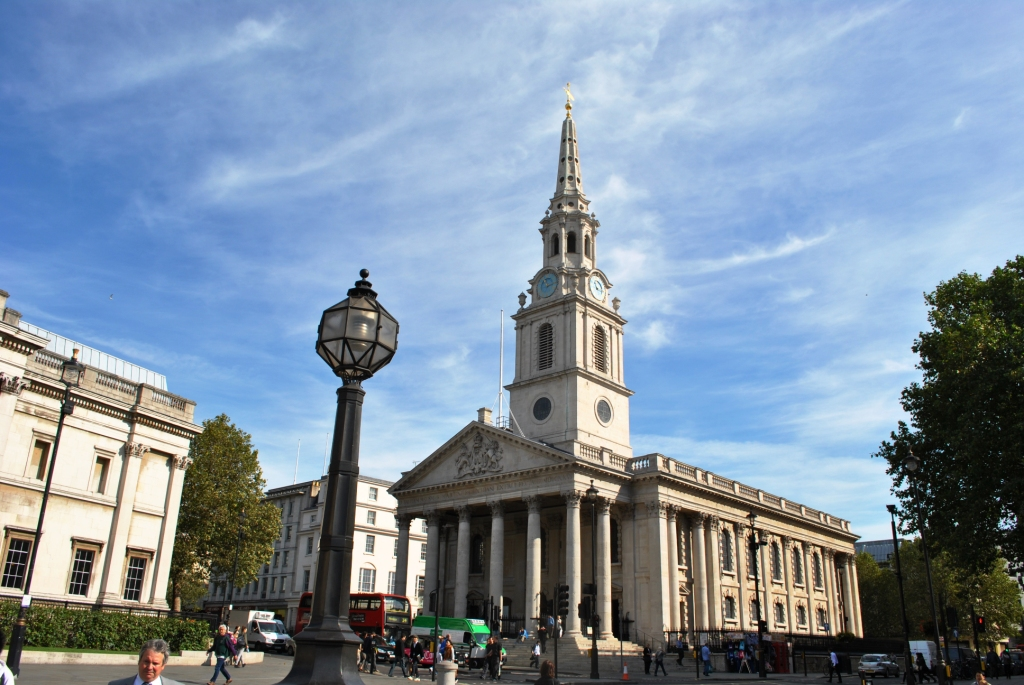
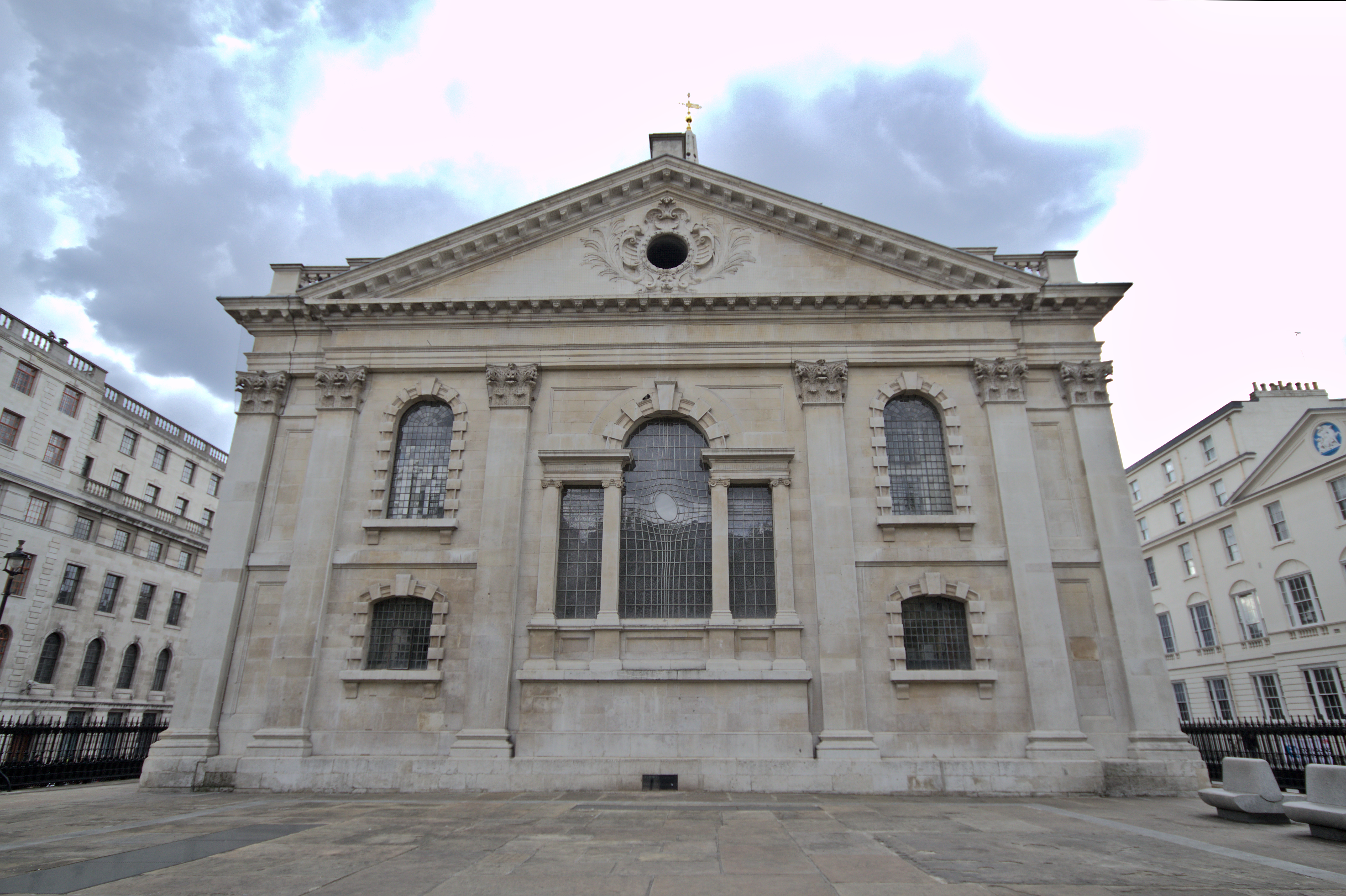
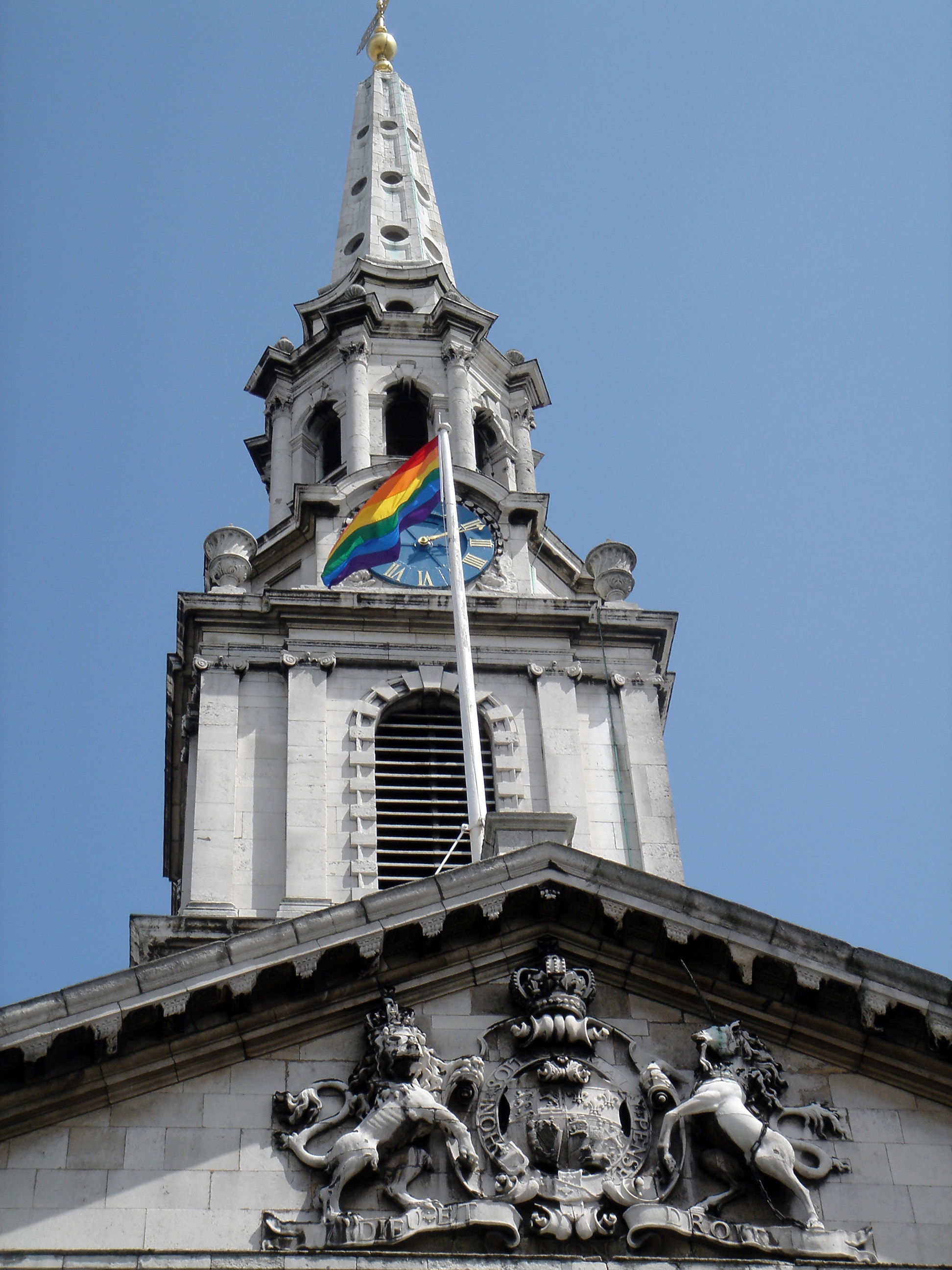
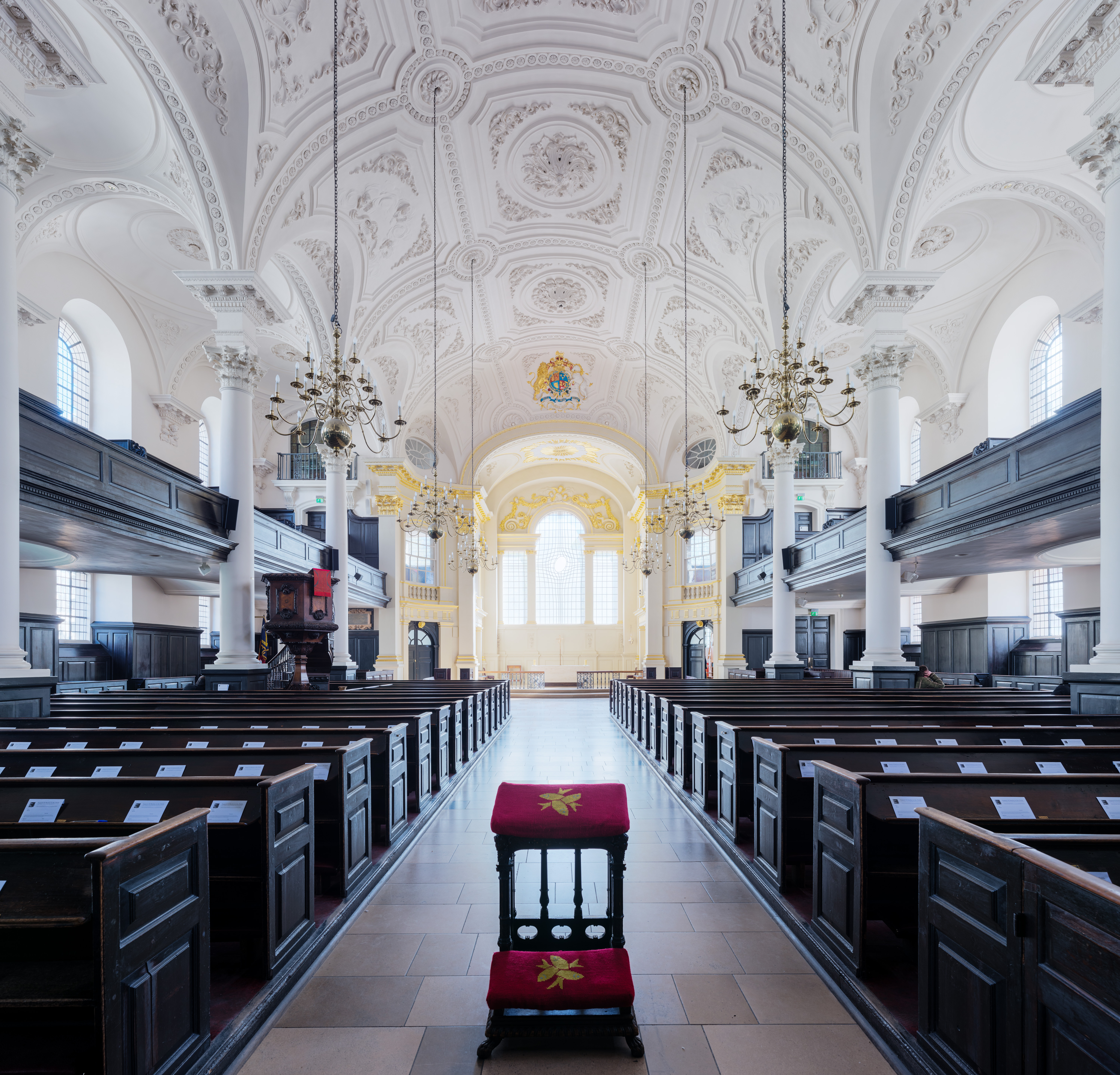
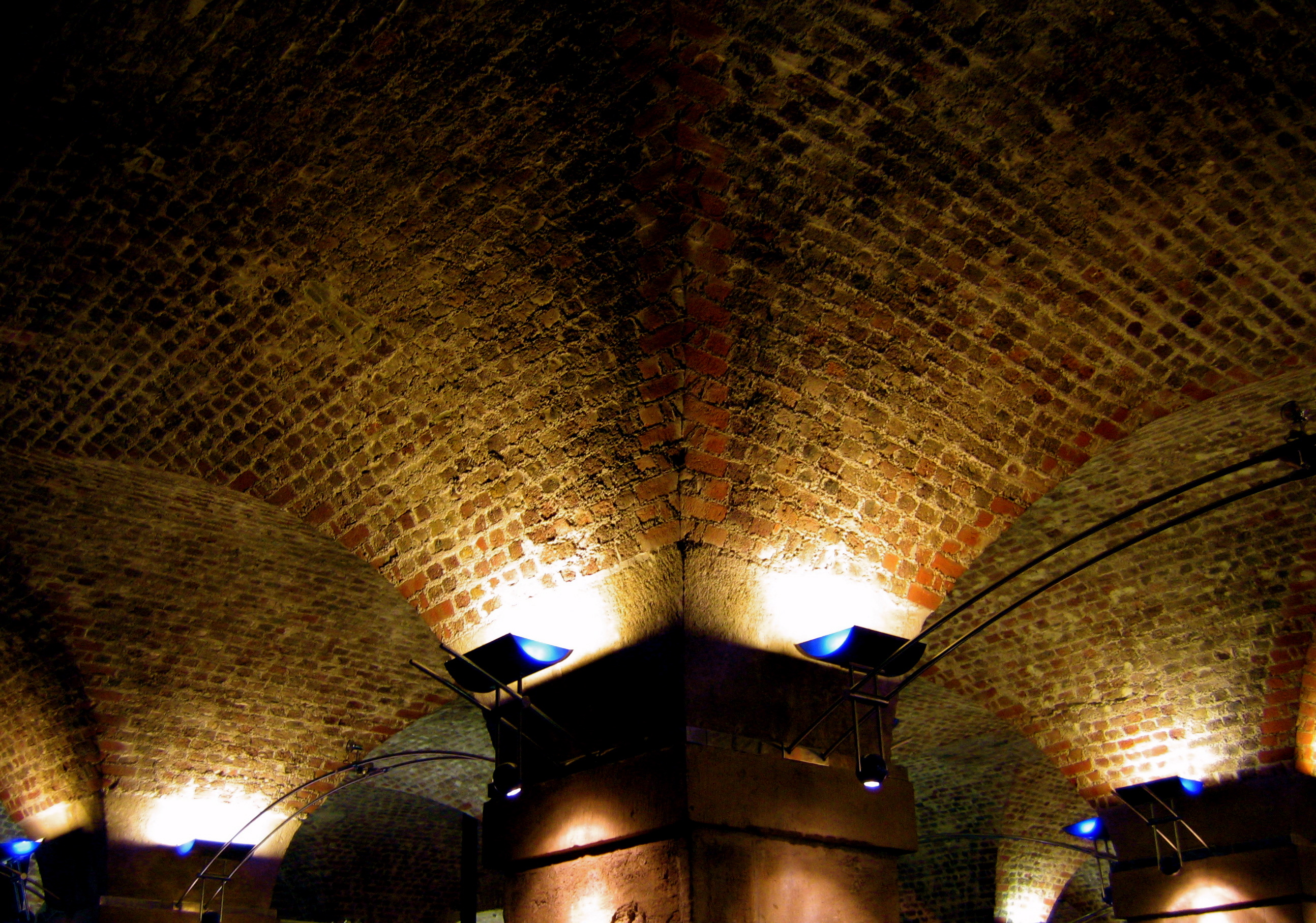
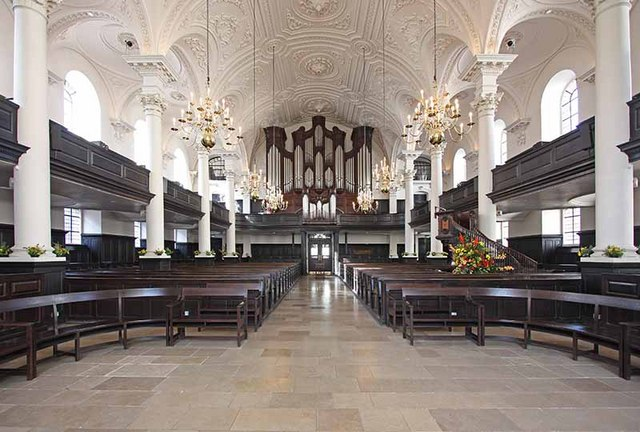
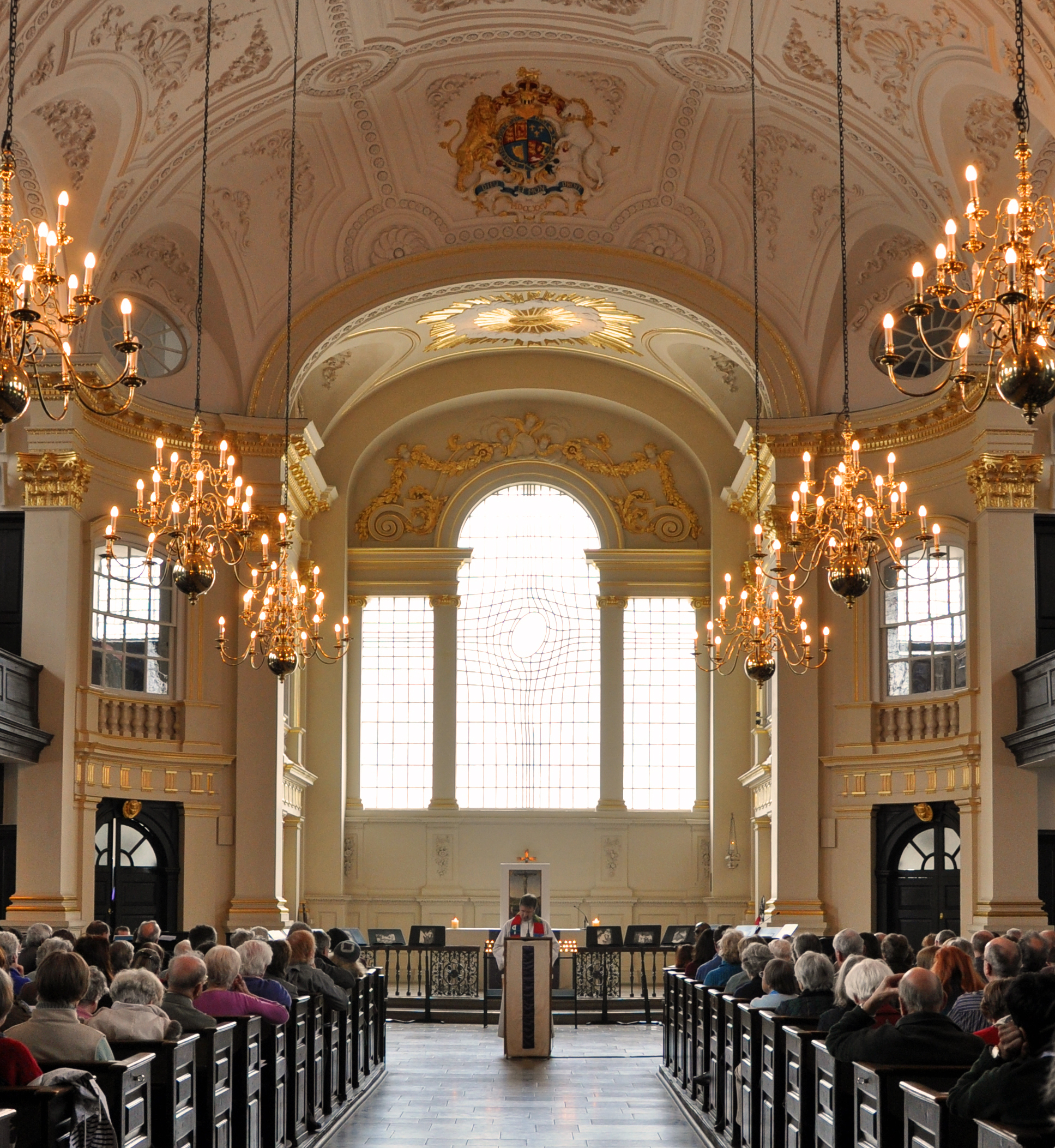
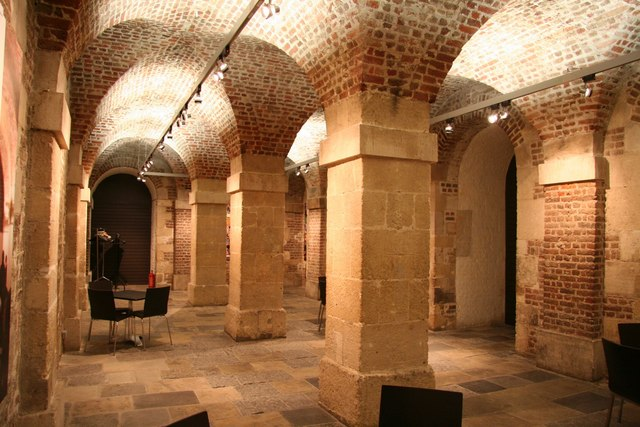